# Barrage de Mursal
Le barrage de Mursal est un barrage en Turquie.

## Sources
- (tr) « Mursal Barajı », sur Agence gouvernementale turque des travaux hydrauliques (DSİ)